# Bout-de-Zan fait les commissions
Bout-de-Zan fait les commissions è un cortometraggio muto del 1913 diretto da Louis Feuillade.

## Trama
I genitori di Bout-de-Zan litigano e lui si ritrova a fare da tramite tra i due.

## Produzione
Il film fu prodotto dalla Société des Etablissements L. Gaumont.

## Distribuzione
Distribuito dalla Société des Etablissements L. Gaumont, uscì nelle sale cinematografiche francesi nel luglio 1913.